# Sigurd Hoel
Sigurd Hoel (n. 14 decembrie 1890 - d. 14 octombrie 1960) a fost un scriitor norvegian.

## Opere
- Knut Hamsun, O. Norlis, 1920
- Veien vi gaar, Gyldendal, 1922. Nuvele.
- Syvstjernen, Gyldendal, 1924. Roman.
- Syndere i sommersol, Gyldendal, 1927. Roman.
- Ingenting, Gyldendal, 1929. Roman.
- Mot muren, Gyldendal, 1930. Teatru.
- Don Juan, Gyldendal, 1930. Teatru, scris cu Helge Krog.
- En dag i oktober, Gyldendal, 1931. Roman.
- Veien til verdens ende, Gyldendal, 1933. Roman.
- Fjorten dager før frostnettene, Gyldendal, 1935. Roman.
- Sesam sesam, Gyldendal, 1938. Roman.
- Prinsessen på glassberget, Guldendal, 1939. Nuvele.
- 50 gule, Gyldendal, 1939. Articole.
- Arvestålet, Gyldendal, 1941. Roman.
- Tanker i mærketid, Gyldendal, 1945. Eseuri.
- Møte ved milepelen, Gyldendal, 1947. Roman.
- Tanker fra mange tider, Gyldendal, 1948. Eseuri.
- Jeg er blitt glad i en annen, Gyldendal, 1951. Roman.
- Tanker mellom barken og veden, Gyldendal, 1952. Eseuri.
- Stevnemøte med glemte år, Gyldendal, 1954. Roman.
- Tanker om norsk diktning, Gyldendal, 1955. Eseuri.
- Ved foten av Babels tårn, Gyldendal, 1956. Roman.
- Trollringen, Gyldendal, 1956. Roman.
- De siste 51 gule, Gyldendal, 1959. Articole.
- Morderen. Nuvele